# Judeopersa
La denominación judeopersa se refiere a un grupo de dialectos judíos del persa hablados por los judíos originarios del actual Irán y también a los textos escritos en estas variantes, pero en alfabeto hebreo.

Sus hablantes lo llaman fārsi. Algunos no judíos se refieren a él como dzhidi (también escrito como zidi, judi o jidi), término despectivo para llamar a los judíos.

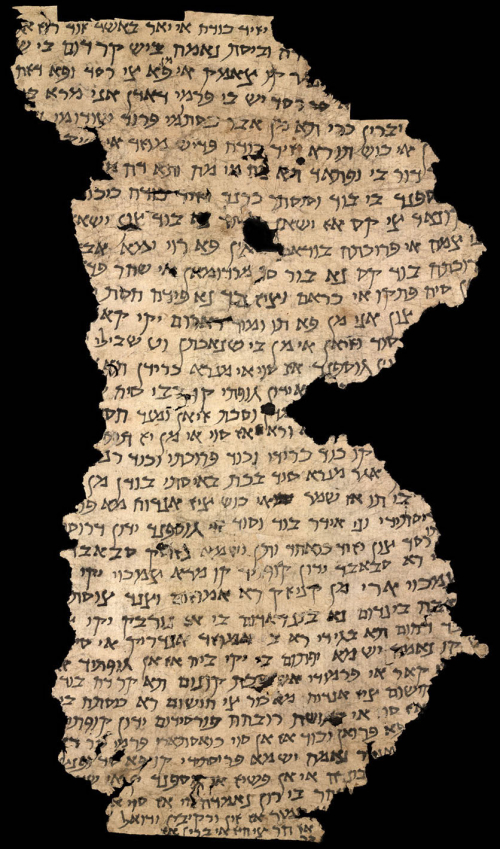
Documento judeopersa de finales del encontrado en Dandan Uiliq

## Histórico
La evidencia más antigua de palabras persas en el idioma hebreo se encuentra en la Biblia. Las porciones posteriores al exilio, tanto en hebreo como en arameo, contienen muchos nombres propios persas, títulos y una serie de sustantivos que entraron en uso permanente en la época de la dinastía aqueménida. Más de quinientos años después del final de esa dinastía, los judíos de la diáspora babilónica volvieron a estar bajo el dominio de los persas, y por ello, el persa se convirtió en gran medida en el idioma de la vida cotidiana entre estos judíos. Cien años después de la conquista de ese país a manos de los sasánidas, un amora de Pumbedita, el rabino Joseph, declaró que los judíos de Babilonia no tenían derecho a hablar arameo, sino que debían hablar cualquiera de los dos hebreo  o persa. El arameo siguió siendo la lengua de los judíos de Palestina, así como de los de Babilonia, aunque en este último país se siguió utilizando un gran número de palabras persas, un hecho que está atestiguado por los numerosos derivados persas en el Talmud de Babilonia.